# Katholieke Nederlandse Boeren- en Tuindersbond
De Katholieke Nederlandse Boeren- en Tuindersbond (KNBTB) werd in 1896 opgericht als organisatie voor boeren. Het primaire doel van deze organisatie was het behartigen van de belangen van boeren. Ook werd een eigen tijdschrift genaamd Boer en Tuinder uitgegeven.
De organisatie werd opgericht als de Nederlandsche Boerenbond (NBB), die een interconfessioneel karakter had. Toen de protestanten hun eigen Nederlands Christelijke Boeren- en Tuindersbond oprichtten, kreeg de organisatie een expliciet Katholiek karakter. Dit uitte zich onder meer in de naamswijziging naar Roomsch-Katholieke Nederlandsche Boeren- en Tuindersbond in 1924 en KNBTB in 1929. In 1995 ging KNBTB op in LTO Nederland.